# Cantonul Pau-Est
Cantonul Pau-Est este un canton din arondismentul Pau, departamentul Pyrénées-Atlantiques, regiunea Aquitania, Franța.

## Comune
- Artigueloutan
- Idron
- Lée
- Nousty
- Ousse
- Pau (parțial, reședință)